# موقع مرآة
الموقع المرآة أو الموقع النظير أو الموقع المرآتي (بالإنجليزية: Mirror Site)‏ هو موقع ويب مُطابق لموقع ويب آخر. في أغلب الأحيان، يكون الهدف مِن هذه المواقع هو توزيع حركة مرور الويب العالية (لغرض تقليلها) وتسمح كذلك بالوصول إلى خدمات ومنتجات شركةٍ ما إلى خادوم يقع في منطقة جغرافيَّة أخرى.

## مُلخص
مواقع المرآة ليست إلا موقع ويب يتم نسخ المُحتويات إليها، لتقليل حركة مرور الشبكة على الخادم الأصلي وتحسين وقت الوصول للمُستخدمين القريبين من المواقع المتطابقة. تُعرف هذهِ التقنيات بأنها «ليست صعبة» وفقًا لـ «ذا لانسيت» فإنَّ هذه المواقع ليست متداولة في مواقع العلوم الطبيِّة الحيويَّة.

## وصلات خارجيَّة
- (بالإنجليزية) مُصطلح mirror site على قاموس كامبريدج المتقدم للمتعلم (نسخة رقميَّة)